# Osip Ivanovič Senkovskij
Osip Ivanovič Senkovskij (in russo Осип Иванович Сенковский?, in polacco Józef Sękowski; Antagaluonė, 31 marzo 1800 – San Pietroburgo, 16 marzo 1858) è stato uno scrittore, giornalista e orientalista russo di origini polacche.

## Biografia
Dopo gli studi all'Università di Vilnius intraprese un viaggio in Turchia, Siria ed Egitto. Insegnò all'Università di San Pietroburgo e si occupò di traduzioni dall'arabo classico, di storia, di etnografia e di filologia mediorientale. Le sue opere vennero pubblicate nell'almanacco Poljarnaja zvezda di Aleksandr Aleksandrovič Bestužev e Kondratij Fëdorovič Ryleev, nonché nelle riviste Syn otečestva e Severnaja pčela.
Nel 1834 divenne redattore della rivista Biblioteka dlja čtenija, nella quale pubblicò diversi racconti orientali come Beduin (1823), Vitjaz' bulanogo konja (1824), Derevjannaja krasavica (1825), Istinnoe velikodušie (1825) e Urok neblagodarnym (1825). La sua opera maggiore è la raccolta di racconti di viaggio Fantastičeskie putešestvija barona Brambeusa (1833), caratterizzata da arguzia e leggerezza di stile.